# Martha Bass
Martha Bass (7 de marzo de 1921 – 21 de septiembre de 1998) fue una cantante de gospel estadounidense.
Después de migrar a St. Louis siendo muy joven, se unió a la Iglesia Bautista Pleasant Green, donde fue cantante de gospel.
Quedó bajo la tutela de la Madre Willie Mae Ford Smith, jefe de la Soloists Beareau de la Convención Nacional de Coros de Gospel y  fundadora del Capítulo en San Luis de la organización, y fue allí donde se convirtió en un "destructor casa" como se les llama en el gospel.
Con la enseñanza de la madre Ford y la abundante experiencia adquirida en la iglesia, dejó St. Louis en la década de 1950 para viajar con los Clara Ward Singers, pero se fue después de un año. Una sola grabación, Wasn't it a Pity How They Punished my Lord, quedó de su paso por la agrupación.
En la década de 1960 su nuevo álbum, I'm So Grateful, la estableció como una cantante de gospel de primera categoría. Cuando su hija Fontella volvió a sus raíces evangélicas, grabó el álbum Promises: A Family Portrait of Faith con sus dos hijos, Fontella y el cantante David Peaston. Estuvo casada con James Peaston (1914-1981).